# Nathan Coe
Nathan Coe (ur. 1 czerwca 1984 w Brisbane) – australijski piłkarz występujący na pozycji bramkarza.

## Kariera klubowa
Coe jako junior grał w klubach Brisbane Strikers oraz AIS. W 2002 roku trafił do włoskiego Interu Mediolan. W 2003 roku wywalczył z nim wicemistrzostwo Włoch. Przez 2 lata w Interze nie rozegrał żadnego spotkania. W 2004 roku odszedł do holenderskiego PSV Eindhoven. W ciągu 3 lat zdobył z zespołem 3 mistrzostwa Holandii (2005, 2006, 2007) oraz Puchar Holandii (2005). W barwach PSV nie zagrał jednak ani razu.
W 2007 roku Coe podpisał kontrakt z duńskim klubem FC København. W Superligaen zadebiutował 15 września 2007 roku w wygranym 1:0 pojedynku z AC Horsens. Na początku 2009 roku został wypożyczony do szwedzkiego Örgryte IS. Latem 2009 roku przeszedł do duńskiego Randers FC, podobnie jak København, grającego w Superligaen. Pierwszy ligowy mecz zaliczył tam 14 września 2009 roku przeciwko Aalborg BK (1:3). Graczem Randers był przez rok.
W 2010 roku Coe odszedł do innej drużyny Superligaen, SønderjyskE Fodbold. Zadebiutował tam 18 lipca 2010 roku w przegranym 1:3 spotkaniu z FC København. Grał też w Melbourne Victory.

## Kariera reprezentacyjna
W reprezentacji Australii Coe zadebiutował 5 stycznia 2011 roku w zremisowanym 0:0 towarzyskim meczu ze Zjednoczonymi Emiratami Arabskimi.